# Terrero, Atlahuilco
Terrero är en ort i Mexiko.   Den ligger i kommunen Atlahuilco och delstaten Veracruz, i den sydöstra delen av landet, 220 km öster om huvudstaden Mexico City. Terrero ligger 2 371 meter över havet och antalet invånare är 440.
Terrängen runt Terrero är kuperad åt sydost, men åt nordväst är den bergig. Runt Terrero är det ganska tätbefolkat, med 120 invånare per kvadratkilometer. Närmaste större samhälle är Orizaba, 20,0 km norr om Terrero. I omgivningarna runt Terrero växer i huvudsak blandskog.